# Chelifera nubecula
Chelifera nubecula är en tvåvingeart som först beskrevs av Becker 1908.  Chelifera nubecula ingår i släktet Chelifera och familjen dansflugor.
Artens utbredningsområde är Kanarieöarna. Inga underarter finns listade i Catalogue of Life.